# 안개는 여자처럼 속삭인다
"안개는 여자처럼 속삭인다"은 1983년 4월에 개봉한 정지영 감독의 영화다. 정지영 감독의 감독 데뷔작이다. 서울 관객 6만9천명을 동원했고, 1983년 흥행 6위에 올랐다.

## 줄거리
성민(신일룡)은 내연의 관계인 처제 도희(윤영실)와 짜고 아내 혜련(오수미)을 별장의 호수로 유인해 익사시킨 뒤 시신을 자동차에 싣고 집으로 가져가 연못에 빠트려서 실족사한 것으로 꾸미려고 한다. 하지만 연못에 떠올라야 할 혜련의 시체가 사라지고, 죽은 혜련에게서 전보가 오는 등의 일이 벌어지는데...

## 캐스팅
- 신일룡 - 성민
- 오수미 - 혜련(성민의 아내)
- 윤영실 - 도희(혜련의 동생)
- 차현재
- 김만
- 김석훈